# Oryctolagus giberti
Espèce
Oryctolagus giberti est une espèce éteinte de lagomorphes de la famille des Leporidae.

## Distribution et époque
Ce proche parent du lapin de garenne actuel (Oryctolagus cuniculus) a été découvert dans la cueva Victoria, en Espagne dans la région de Murcie. Il vivait à l'époque du Pléistocène.

## Taxinomie
Cette espèce a été décrite pour la première fois en 2008 par le naturaliste Roger De Marfà.

## Autres espèces fossiles Oryctolagus
Les espèces fossiles Oryctolagus sont :
- Oryctolagus burgi
- Oryctolagus giberti de Marfà, 2008
- Oryctolagus lacosti (Pomel, 1853)
- Oryctolagus laynensis López Martínez, 1977

## Protologue
- Roger De Marfà, « Oryctolagus giberti n. sp. (Lagomorpha, Mammalia) du Pléistocène inférieur de Cueva Victoria (Murcie, Espagne) », Comptes Rendus Palevol, vol. 7, no 5,‎ juillet 2008, p. 305-313 (ISSN 1631-0683).